# Brenckleina
Brenckleina es un género de foraminífero bentónico de la subfamilia Asteroarchaediscinae, de la familia Archaediscidae, de la superfamilia Archaediscoidea, del suborden Fusulinina y del orden Fusulinida. Su especie tipo es Eosigmoilina rugosa. Su rango cronoestratigráfico abarca el Namuriense (Carbonífero superior).

## Discusión
Algunas clasificaciones más recientes incluyen Brenckleina en el Suborden Archaediscina, del Orden Archaediscida, de la Subclase Afusulinana y de la Clase Fusulinata.

## Clasificación
Brenckleina incluye a la siguiente especie:
- Brenckleina rugosa †